# Luis Cesáreo
Luis Ernesto Cesáreo (Zárate, Buenos Aires, 26 de agosto de 1928 - 13 de diciembre de 2001, Campana, Buenos Aires) fue un futbolista argentino que se destacó en la posición de delantero. Jugó en  Tigre, Boca Juniors, Racing Club y  Rangers de Chile. Su último club antes de retirarse fue Villa Dálmine.

## Historia
Debutó en el primer equipo de Tigre en 1948, y en 1950 emigró a Boca Juniors. Recaló en 1951 en Racing Club, donde participó del conjunto que se coronó campeón de la Primera División de Argentina, aunque no logró consolidarse en estos equipos debido a su juventud. 
Regreso a Tigre en 1952 y se transformó en el goleador en esa temporada. Salió campeón en 1953 de Primera B y ascendió a la élite del fútbol argentino. En 1955 sale sexto en la máxima categoría e hizo goles decicivos para que esto concluyera. Algunos son: 2 en el 2-2 con San Lorenzo de Almagro, 2 en el triunfo 3 a 0 ante Boca Juniors y 2 en un nuevo triunfo de Tigre ante Racing Club en Avellaneda por 2 a 1. 
En el club de Victoria jugó un total de 171 partidos y marcó 84 goles, además de los 22 que conquistó en la gira por América, una de las más exitosas realizadas por algún equipo argentino en el extranjero, en 1956. Es el quinto máximo goleador en la historia de Tigre.
En 1957 llega a Rangers de Chile, equipo que recién empezaba su travesía en el profesionalismo. En dicho club alcanza a jugar dos años, con resultados irregulares en ambos campeonatos. A finales de 1958 vuelve a Tigre.
Desde 1961 a 1963 juega para Villa Dálmine. En sus tres años de actuación obtiene con sus 51 conquistas el más alto promedio. Además es el que logró mayor cantidad de efectividad en un solo cotejo y fue en 1961 ante Central Argentino jugando de visitante cuando ganaron por 8 a 0, logrando marcar siete goles.

## Trayectoria
| Club          | País      | Período   |
| ------------- | --------- | --------- |
| Tigre         | Argentina | 1948-1949 |
| Boca Juniors  | Argentina | 1950-1951 |
| Racing Club   | Argentina | 1951-1952 |
| Tigre         | Argentina | 1952-1956 |
| Rangers       | Chile     | 1957-1958 |
| Tigre         | Argentina | 1959-1960 |
| Villa Dálmine | Argentina | 1961-1963 |

## Palmarés

### Campeonatos nacionales
| Título           | Club          | País      | Año  |
| ---------------- | ------------- | --------- | ---- |
| Primera División | Racing Club   | Argentina | 1951 |
| Primera B        | Tigre         | Argentina | 1953 |
| Primera D        | Villa Dálmine | Argentina | 1961 |
| Primera C        | Villa Dálmine | Argentina | 1963 |